# Sandelia capensis
Sandelia capensis é uma espécie de peixe da família Anabantidae.
É endémica da África do Sul.